# E. Marlitt

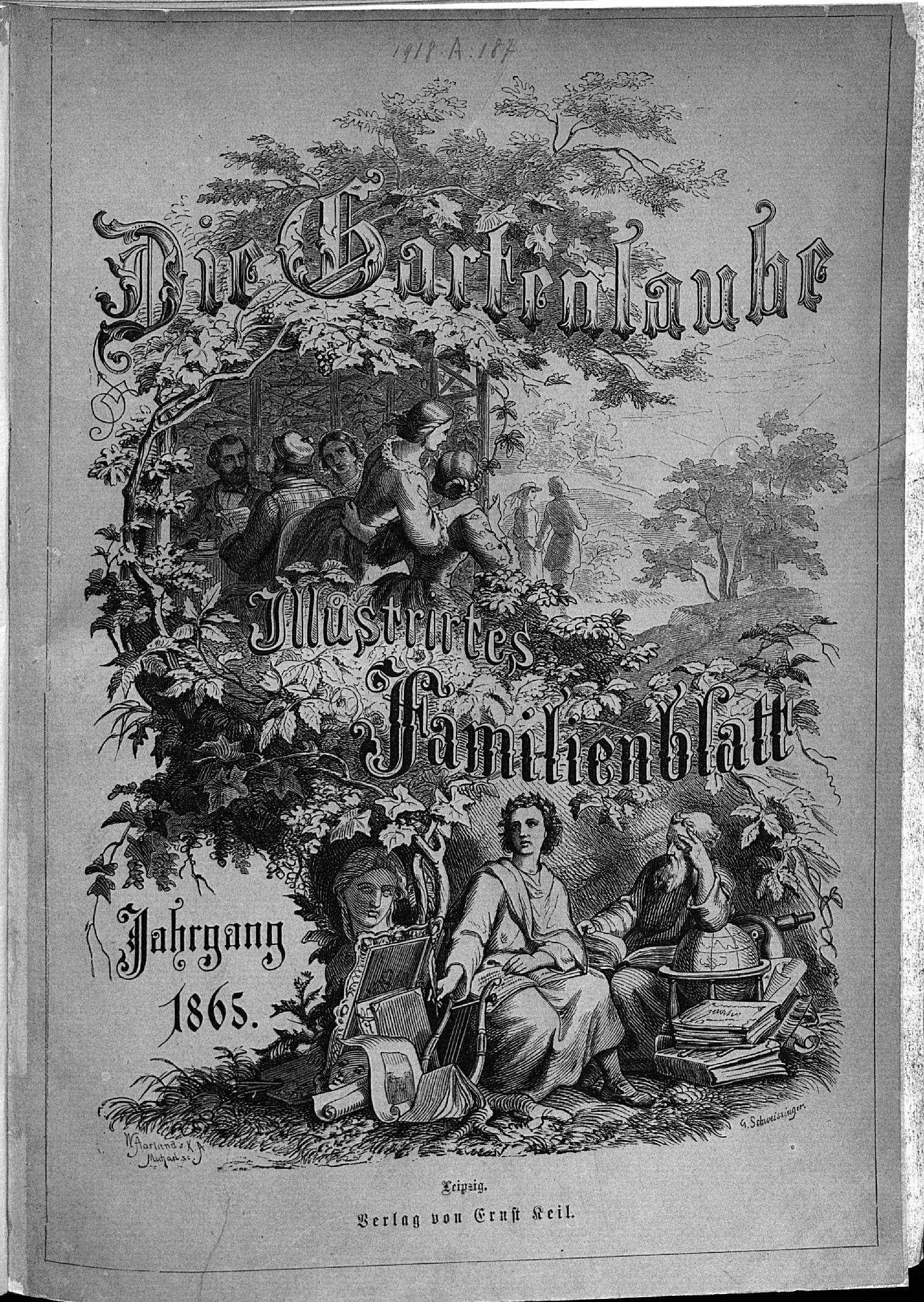
Portada de Die Gartenlaube del año 1865

E. Marlitt, pseudónimo de Friederieke Henriette Christiane Eugenie John (Arnstadt, 1825-ibidem, 1887), fue una célebre escritora alemana.

## Biografía
Nació en Arnstadt (Turingia) el 5 de diciembre de 1825 y su padre fue un pintor de talento. De la educación de Eugenia se encargó la princesa reinante 
Mathilde de Schwarzburgo-Sondershausen que, prendada de la voz encantadora de su protegida, la envió, cuando tenía dieciséis años, al conservatorio imperial de Viena. Dos años más tarde debutó en la ópera pero después de sus primeros éxitos en Linz, Graz y Lemberg, una enfermedad del oído, que la dejaría sorda, la obligó a renunciar a sus triunfos escénicos. Entonces volvió al servicio de su protectora como dama de honor y lectora. Sin embargo, debido a problemas financieros de la princesa, debió abandonar la corte de Schwarzburgo-Sondershausen, para marcharse a vivir a la casa de su hermano Alfredo, que era maestro en Arnstadt.
Aunque ya había escrito algunas historias, es entonces cuando empieza en ella a germinar la idea de dedicarse a la escritura. En 1865 envió su primera novela Los doce apóstoles a la revista Die Gartenlaube, un semanario muy popular entre las clases acomodadas alemanas de la época, publicado en Leipzig. En 1866 alcanzará su primer gran éxito con Goldelse, traducida al español como Isabel, la de los cabellos de oro. En esta revista publicaría todas sus novelas, siempre bajo el mismo pseudónimo, E. Marlitt. Se cree que su origen es el acrónimo de Man Arnstädter Litterature.
Su éxito hizo que la revista multiplicara varias veces sus ventas, y que Eugenie recibiera suficientes honorarios como para construirse una casa en Arnstadt “Villa Marlitt”, a la que se mudó en 1871 con su padre. Siempre enferma y a pesar de que la artritis que padecía la obligó a pasar sus últimos años en una silla de ruedas, no abandonó la literatura y murió el 22 de junio de 1887 dejando una novela inacabada, La casa de los búhos, que fue publicada póstumamente después de ser concluida, a partir del manuscrito, por la escritora Wilhelmine Heimburg.
La ciudad de Arnstadt la ha honrado, poniéndole su nombre a una calle y erigiéndole un monumento.

## Obra
Eugenie Marlitt es casi desconocida para los lectores modernos, pero desde mediados del siglo XIX a principios del XX, fue una de las escritoras más célebres del mundo occidental. Su obra, escrita originalmente en alemán, fue traducida a muchas otras lenguas, y sus novelas alcanzaron enormes ediciones.
El modo en que desarrollaba sus historias, y el tratamiento que daba a sus personajes, hizo que recibieran una gran acogida en el público femenino. En sus novelas aparecen siempre heroínas femeninas, cuyas vidas transcurren en distintos ambientes sociales del estado de Turingia. Educada en un ambiente cortesano no es de extrañar que la mayoría de sus novelas se desarrollen en ese ambiente aristocrático que tan conocido le era; mas también se atrevió con la novela rural escribiendo el encantador idilio La criada del alcalde de ingenua sencillez y de sabor local, y también con las costumbres provincianas y pueblerinas que utilizó en sus novelitas Barba Azul y Los doce apóstoles.
Entre 1865 y 1885 escribió y publicó todas sus novelas, que fueron verdaderos bestsellers en su momento. Como el argumento de sus novelas gira siempre alrededor de alguna historia de amor, muchos críticos la han considerado una típica escritora de novela rosa. Sin embargo, la calidad de su escritura, así como el modo en que representó su época y en que hizo una crítica a la opresión de las mujeres de su tiempo, dotan a su obra de un valor literario añadido.
Sus obras, todas ellas publicadas por primera vez -como se ha dicho- en Die Gartenlaube, y más tarde en Leipzig, en edición completa (1888-1900) son las siguientes:
- Die zwölf Apostel. Leipzig, 1865
- Goldelse. Leipzig, 1866
- Blaubart. Leipzig, 1866

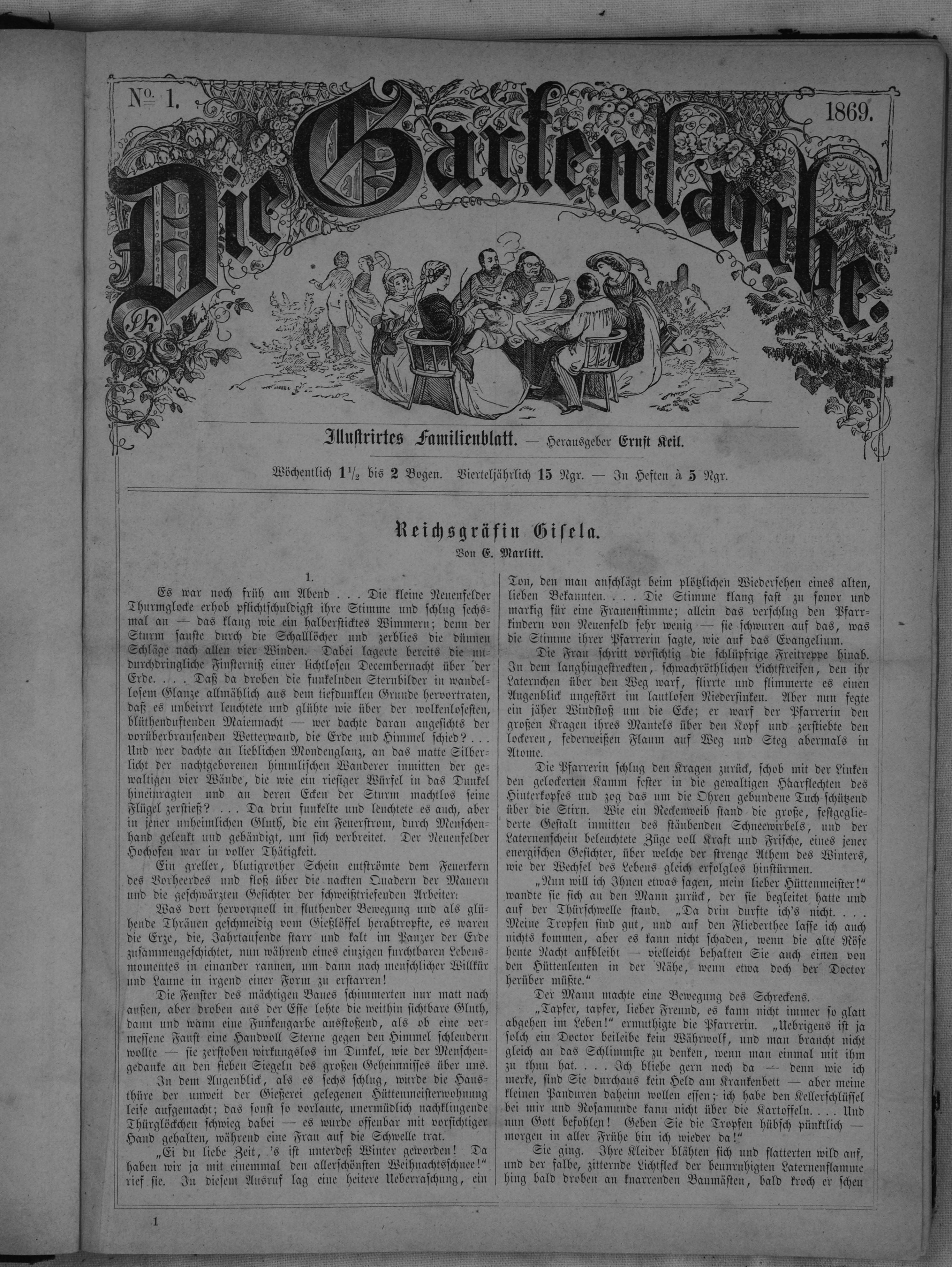
Reichsgräfin Gisela (Gisela, condesa del Imperio) en Die Gartenlaube (1869)

- Das Geheimnis der alten Mamsell. Leipzig, 1867
- Reichsgräfin Gisela. Leipzig, 1869
- Thüringer Erzählungen. Leipzig, 1869
- Das Heideprinzeßchen. Leipzig, 1871
- Die zweite Frau. Leipzig, 1873
- Im Hause des Kommerzienrats. Leipzig, 1877
- Im Schillingshof. Leipzig, 1880
- Amtmanns Magd. Leipzig, 1881
- Die Frau mit den Karfunkelsteinen. Leipzig, 1885
- Das Eulenhaus (obra póstuma), Leipzig, 1888

Sus obras completas se publicaron en Leipzig después de su muerte en 10 tomos.
- Gesammelte Romane und Novellen. 10 tomos, Keil’s Nachf., Leipzig, 1888–1890

Su obra fue traducida al español y publicada por distintas editoriales (Rivadeneyra, Montaner y Simón, Ramón Sopena...) con los siguientes títulos:
- Los doce apóstoles
- Isabel, la de los cabellos de oro
- Barba Azul
- El secreto de la solterona
- Gisela, condesa del imperio
- La princesita de los brezos
- La segunda mujer o Pero el amor perdona
- En casa del consejero de comercio
- La casa Schilling o Mercedes o La abuela
- La criada del alcalde
- La dama de los rubíes
- La casa de los búhos

Algunas de sus novelas, así como algunos de sus relatos y poemas, se pueden leer gratuitamente en la red, en los originales alemanes, en la página web del Proyecto Gutenberg.